# Йорк фон Вартенбург, Петер фон
Граф Петер фон Йорк фон Вартенбург (нем. Peter Graf Yorck von Wartenburg; 13 ноября 1904 — 8 августа 1944) — немецкий юрист и участник немецкого Сопротивления.

## Биография

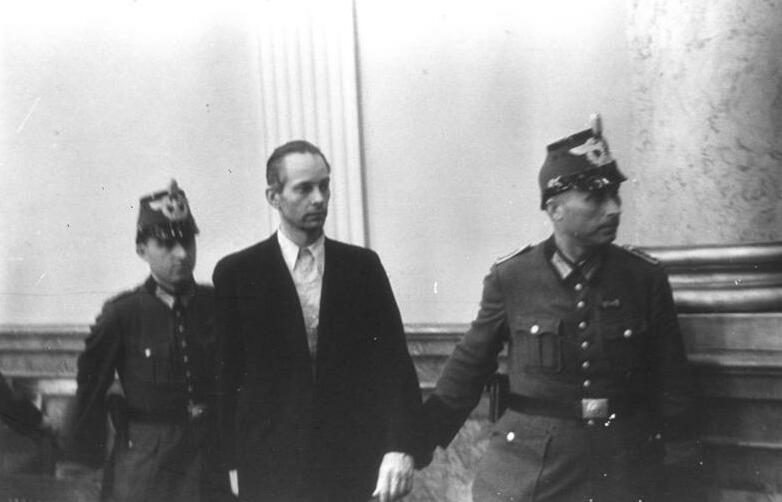
Петер Йорк фон Вартенбург в Народной судебной палате.

Родился 13 ноября 1904 года в аристократической семье, происходящей от прусского генерал-фельдмаршала Людвига Йорка, который, за победу над французами в 1813 году, в ходе Наполеоновских войн, в Вартенбургском сражении, был пожалован наследственным титулом графа фон Вартенбурга. Несколько ранее, в декабре 1812 года тот же Людвиг Йорк, в ходе похода Наполеона на Россию командовавший прусским вспомогательным корпусом французской армии на рижском направлении, подписал Таурогенскую конвенцию с русским представителем И. И. Дибичем о нейтралитете своих войск, что стало первым шагом к дальнейшему переходу Пруссии на сторону России в ходе Заграничных походов 1813—14 годов, известных в Германии, как Освободительная война (против Наполеона).
С 1926 по 1926 год изучал право и политику в Бонне и Бреслау. В 1927 году защитил докторскую диссертацию. Несколько месяцев работал в адвокатской конторе в Берлине. 20 декабря 1928 года стал секретарем апелляционного суда. В 1930 году женился на Марион Винтер.
С 1 октября 1931 года работал судебным заседателем в окружном суде Оппельна. Однако, уже 1 апреля 1932 года перешёл на службу в органы исполнительной власти. С 1934 года служил в оберпрезидиуме в Бреслау, с 1936 года — в комиссариате по ценам в Берлине. Несмотря на свои достижения и способности административного эксперта, признанного начальством, Йорк фон Вартенбург так и не поднялся выше звания оберрегирунгсрата, так как из демократических и гуманистических убеждений отказался вступить в НСДАП.
После ноябрьских погромов 1938 года  Йорк фон Вартенбург и его друзья Фриц-Дитлоф фон Шуленбург и граф Ульрих Вильгельм Шверин фон Шваненфельд основали кружок, где обсуждали будущее рейха после окончания правления национал-социалистов, на которое они надеялись. 
В начале Второй мировой войны Йорк фон Вартенбург в звании лейтенанта служил адъютантом в танковом полку, но в 1942 году, по состоянию здоровья, был переведён в Восточный хозяйственный штаб. Смерть его братьев во время немецкого вторжения в Польшу усилила его сопротивление режиму. В январе 1940 года начал тесно сотрудничать с графом Хельмутом Джеймсом фон Мольтке, вместе с которым руководил дискуссиями кружка Крейзау. Поддержал попытку переворота с убийством фюрера.
Когда в сентябре 1943 года граф Клаус Шенк фон Штауффенберг начал ускорять подготовку к перевороту в Берлине, Йорк фон Вартенбург присоединился к этой деятельности. После неудавшейся попытки государственного переворота был задержан в Берлине поздним вечером 20 июля 1944 года, приговорён к смертной казни Народной судебной палатой 8 августа 1944 года и казнён в тот же день в тюрьме Плётцензее.